# Charles Hodge
Charles Hodge (ur. 27 grudnia 1797, zm. 19 czerwca 1878) – amerykański teolog prezbiteriański (kalwiński), wykładowca języka hebrajskiego na Uniwersytecie Princeton, znawca języków biblijnych, obrońca teologii naturalnej, krytyk teorii ewolucji.
Autor książki What is Darwinism? (New York, 1874), w której krytykuje koncepcję ewolucji ze względu na rezygnację z pojęcia celowości (teleologia) oraz monumentalnego dzieła Systematic Theology (New York, 1873), w którym przedstawia teologię jako naukową dziedzinę wiedzy opartą na indukcji.